# Tercera División de España 1996-97
La temporada 1996-97 de la Tercera División de España de fútbol fue la cuarta categoría de las Ligas de fútbol de España durante esta campaña, por debajo de la Segunda División B y por encima de las Divisiones regionales. Comenzó el 1 de septiembre de 1996 y finalizó el 29 de junio de 1997 con la promoción de ascenso. 

## Sistema de competición
Compitieron 344 clubes en Tercera división repartidos en 17 grupos, en la mayoría de los cuales participaron 20 equipos. Cada uno correspondía a una Federación territorial y, por lo tanto, a una Comunidad Autónoma, con la excepción del Grupo XV que abarca a 2, La Rioja y Navarra, y de los Grupos IX y X que corresponden a una sola comunidad Andalucía; las ciudades autónomas de Ceuta y Melilla compitieron junto a los de la Federación Andaluza de Fútbol, el primero en el grupo décimo y el segundo en el grupo noveno.
La distribución geográfica de los grupos fue la siguiente:
- Grupo I - Galicia
- Grupo II - Asturias
- Grupo III - Cantabria
- Grupo IV - País Vasco
- Grupo V - Cataluña
- Grupo VI - Comunidad Valenciana
- Grupo VII - Comunidad de Madrid
- Grupo VIII - Castilla y León
- Grupo IX - Andalucía: zona oriental (provincias de Almería, Granada, Jaén y Málaga) y Melilla
- Grupo X - Andalucía: zona occidental (provincias de Cádiz, Córdoba, Huelva y Sevilla) y Ceuta
- Grupo XI - Islas Baleares
- Grupo XII - Canarias
- Grupo XIII - Región de Murcia
- Grupo XIV - Extremadura
- Grupo XV - La Rioja y Navarra
- Grupo XVI - Aragón
- Grupo XVII - Castilla-La Mancha

## Promoción de ascenso a Segunda División B

### Equipos participantes
Los equipos participantes de la promoción de ascenso a Segunda División B de la temporada 1996-97 fueron los 4 primeros clasificados de cada grupo, los cuales se exponen en la siguiente tabla:
Se indican en negrita los equipos que consiguieron el ascenso.
| Grupo I               | Grupo II            | Grupo III                        | Grupo IV         | Grupo V                |
| --------------------- | ------------------- | -------------------------------- | ---------------- | ---------------------- |
| 1º Vista Alegre S.D.  | 1º C. Siero         | 1º C. D. Tropezón                | 1º C.D. Touring  | 1º Palamós C.F.        |
| 2º Puente Orense C.F. | 2º Navia C.F.       | 2º R. Racing C. de Santander "B" | 2º C.D. Elgoibar | 2º F. C. Barcelona "C" |
| 3º C.D. Lalín         | 3º Caudal Deportivo | 3º C.D. Bezana                   | 3º D. Alavés "B" | 3º U.E. Badaloní       |
| 4º Viveiro C.F.       | 4º C.D. Lealtad     | 4º Velarde C.F.                  | 4º Amurrio C.    | 4º C.E. Europa         |

| Grupo VI          | Grupo VII                | Grupo VIII                       | Grupo IX         | Grupo X               |
| ----------------- | ------------------------ | -------------------------------- | ---------------- | --------------------- |
| 1º C.D. Alcoyano  | 1º C.F. Rayo Majadahonda | 1º Burgos C.F.                   | 1º Motril C.F.   | 1º C. Atlético Ceutí  |
| 2º Ontinyent C.F. | 2º D.A.V. Santa Ana      | 2º C.F. Palencia Cristo Olímpico | 2º U.D. Maracena | 2º Isla Cristina C.D. |
| 3º Novelda C.F.   | 3º R.S.D. Alcalá         | 3º C.D. Salmantino               | 3º C.D. Linares  | 3º Algeciras C.F.     |
| 4º C.D. Olímpic   | 4º C.D. Leganés "B"      | 4º Zamora C.F.                   | 4º Úbeda C.F.    | 4º Ayamonte C.F.      |

| Grupo XI                  | Grupo XII                       | Grupo XIII          | Grupo XIV                  | Grupo XV             |
| ------------------------- | ------------------------------- | ------------------- | -------------------------- | -------------------- |
| 1º C.D. Constancia        | 1º S.D. Tenisca                 | 1º Cartagonova C.F. | 1º Jerez C.F.              | 1º Peña Sport F.C.   |
| 2º C.D. Atlético Baleares | 2º C.D. Tenerife "B"            | 2º Lorca C.F.       | 2º Moralo C.P.             | 2º U.D.C. Chantrea   |
| 3º C.F. Sóller            | 3º C.D. Maspalomas              | 3º Jumilla C.F.     | 3º U.P. Plasencia          | 3º C.D. Oberena      |
| 4º C.D. Manacor           | 4º U.D. Pájara-Playas de Jandía | 4º Águilas C.F.     | 4º C.D. Grabasa Burguillos | 4º C. Haro Deportivo |

| Grupo XVI            | Grupo XVII            |
| -------------------- | --------------------- |
| 1º C.D. Binéfar      | 1º Tomelloso C.F.     |
| 2º U. D. Barbastro   | 2º C.D. Torrijos      |
| 3º C. Endesa Andorra | 3º C.P. Villarrobledo |
| 4º U. D. Fraga       | 4º U.B. Conquense     |

### Equipos ascendidos
Los siguientes equipos obtuvieron el ascenso a Segunda División B:
| Grupo I - No ascendió ningún equipo de este grupo Grupo II - Caudal Deportivo Grupo III - R. Racing C. de Santander "B" Grupo IV - C.D. Elgoibar - Amurrio C. Grupo V - No ascendió ningún equipo de este grupo Grupo VI - Ontinyent C.F. - Novelda C.F. | Grupo VII - C.D. Leganés "B" Grupo VIII - Burgos C.F. - Zamora C.F. Grupo IX - Motril C.F. Grupo X - Isla Cristina C.D. Grupo XI - C.F. Sóller Grupo XII - U.D. Pájara-Playas de Jandía | Grupo XIII - Lorca C.F. Grupo XIV - Moralo C.P. - U.P. Plasencia Grupo XV - No ascendió ningún equipo de este grupo Grupo XVI - C. Endesa Andorra Grupo XVII - No ascendió ningún equipo de este grupo |